# Аникиева
Аникиева — река в России, протекает на полуострове Рыбачий в Печенгском районе Мурманской области. Впадает в Баренцево море в 2 км к югу от села Цыпнаволок. Длина реки составляет 19 км, площадь водосборного бассейна — 53,4 км².

## Данные водного реестра
По данным государственного водного реестра России относится к Баренцево-Беломорскому бассейновому округу, водохозяйственный участок реки — реки бассейна Баренцева моря от восточной границы реки Печенга до западной границы бассейна реки Воронья, без рек Тулома и Кола, речной подбассейн реки — подбассейн отсутствует. Речной бассейн реки — бассейны рек Кольского полуострова, впадает в Баренцево море.
По данным геоинформационной системы водохозяйственного районирования территории РФ, подготовленной Федеральным агентством водных ресурсов:
- Код водного объекта в государственном водном реестре — 02010000612101000000578
- Код по гидрологической изученности (ГИ) — 101000057
- Код бассейна — 02.01.00.006
- Номер тома по ГИ — 01
- Выпуск по ГИ — 0